# Mannlicher (puška)
Opakovací pušky Mannlicher tvořily hlavní pěchotní výzbroj Rakousko-uherské armády v době přelomu 19. a 20. století i v průběhu první světové války. Pušky Mannlicher M 1895 byly rovněž ve výzbroji samostatného Československa od rozpadu monarchie v roce 1918, dokud nebyly nahrazeny československou puškou vz. 24.
Pušky systému Mannlicher ve své době konkurovaly opakovačkám Mauser a vedle rakousko-uherské armády se rozšířily v Itálii, Nizozemí, Rumunsku i do jiných zemí.

## Historie a varianty

### M 1885, M 1886 a M 1888

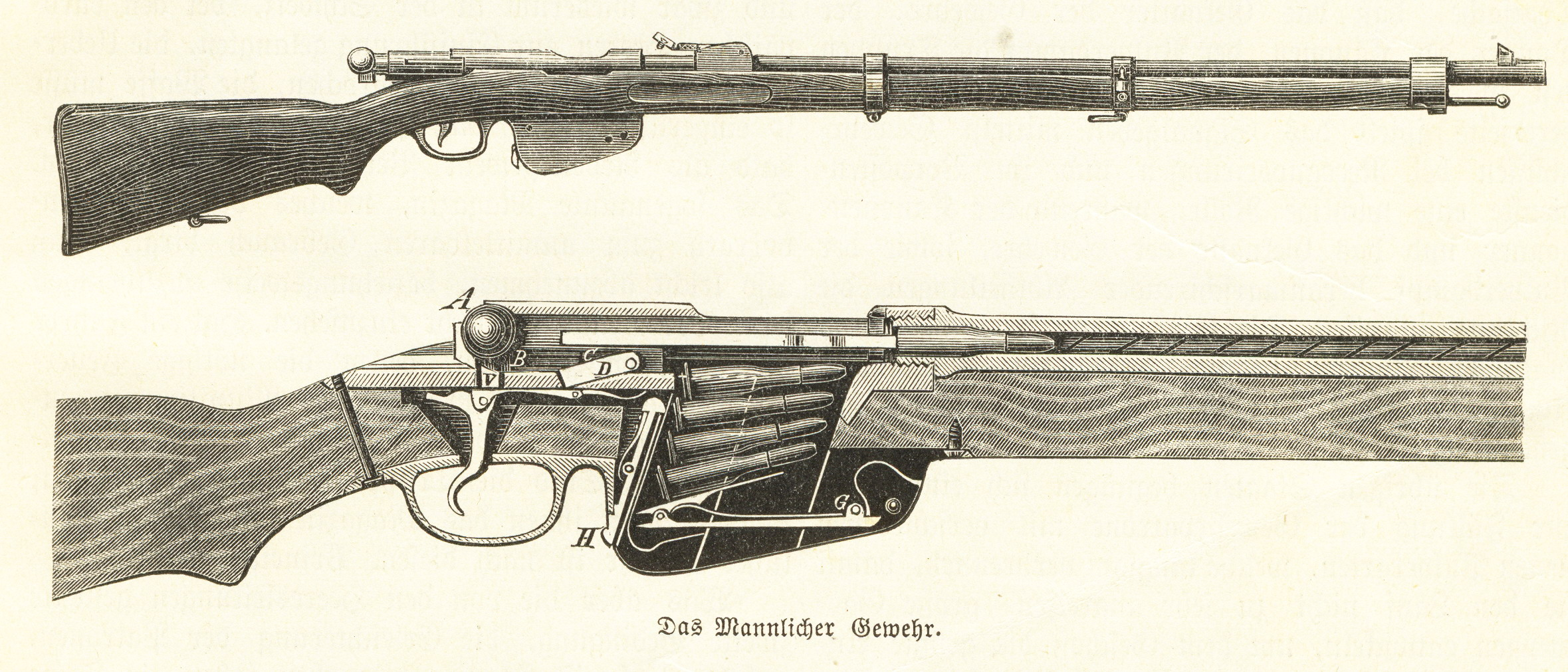
Puška Mannlicher (M 1886/90)

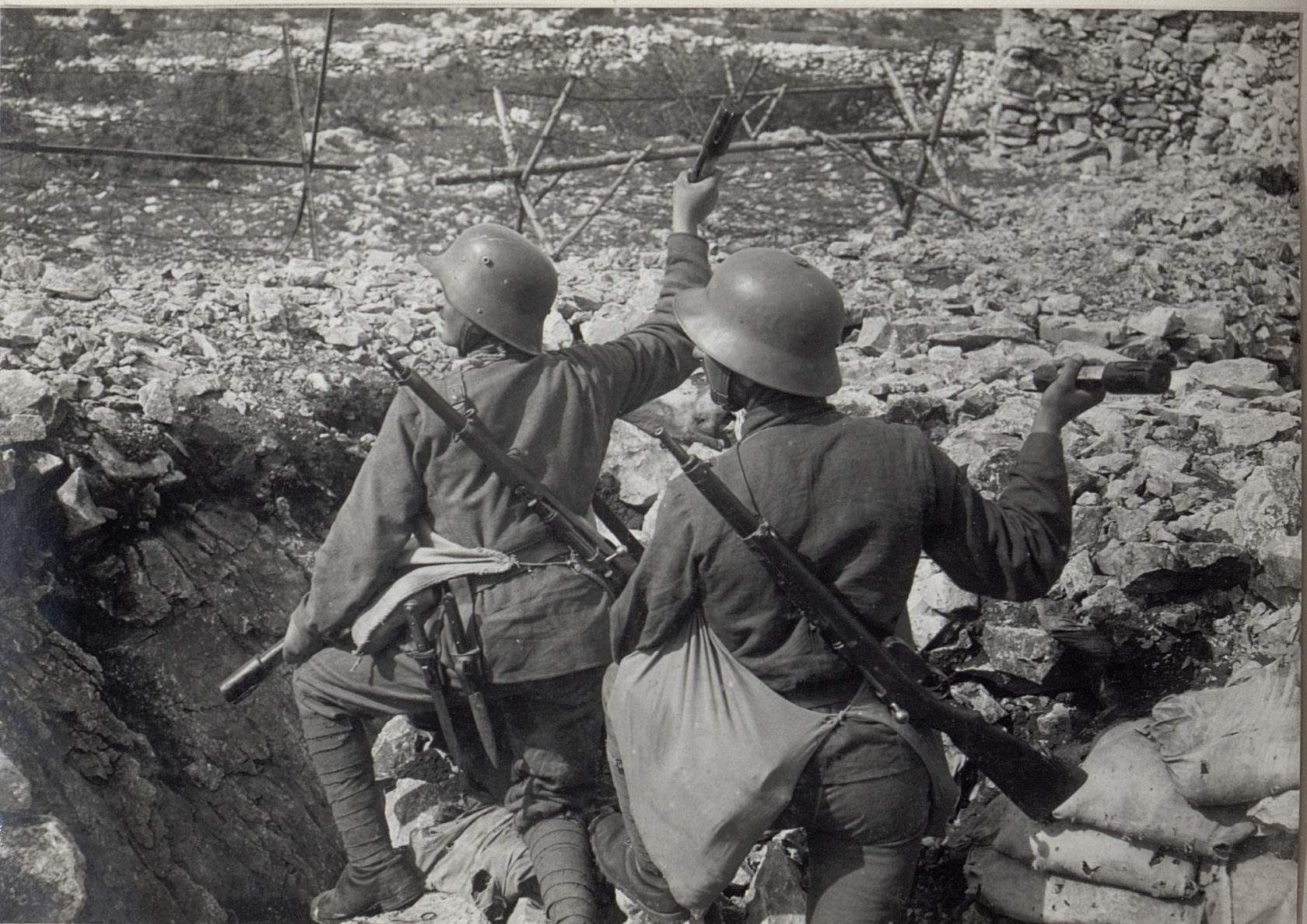
Rakousko-uherští vojáci s karabinami Mannlicher M 1895

Opakovací pušky Mannlicher s přímotažným závěrem se poprvé objevily v roce 1885. Puška Mannlicher M 1885 používající náboje s černým prachem ráže 11 mm měla středovou nábojovou schránku plněnou pěti náboji spojenými velkým rámečkem ve tvaru rovnoběžnostěnu. Nábojový rámeček se do nábojové schránky zasouval shora otvorem v pouzdře závěru a stejným otvorem byl po vystřílení nábojů vysunut pomocí páky, umístěné na pravé straně nábojové schránky. Tato puška se nedostala do armádní výzbroje.
V roce 1886 byla konstrukce nábojové schránky změněna. Puška se nabíjela shora, ale nábojový rámeček po vystřílení všech nábojů vypadával dolů otvorem vytvořeným ve dně nábojové schránky. Takto upravená puška byla jako M 1886 zařazena do výzbroje. Varianta M 1886/90 vznikla úpravou pušky M 1886 výměnou hlavně s hledím a používala náboje ráže 8 mm plněné slabě dýmavým prachem.
Puška Mannlicher M 1888 používala náboje plněné černým prachem ráže 8 mm. Její varianta - Mannlicher M 1888/90 pro 8 mm náboje plněné slabě dýmavým prachem se lišila pouze přidáním stupnice pro střelbu novými náboji na boční stěnu hledí.
Všechny tyto pušky měly stavitelné hledí a na horní objímce hlavně kuželku usnadňující sestavování pušek do kozelců v polních podmínkách. Tyto pušky byly ve výzbroji pouze krátkou dobu, protože se projevila jejich slabina - závěr uzamčený pouze jedním ozubem trpěl brzkým opotřebením a byly brzy nahrazeny puškou Mannlicher M 1895.

### M 1890 a M 1895
V roce 1890 se objevila puška a karabina M 1890 a roku 1895 puška M 1895. Obě měly přímotažný závěr se zdokonaleným uzamykacím mechanizmem, který tvořil otočný závorník vybaveným v přední části dvěma uzamykacími ozuby. Závěr této konstrukce byl kratší než u staršího typu, a proto bylo možné nábojovou schránku přemístit o něco dozadu a spojit ji s lučíkem spouště. Pojistka ve tvaru jednoduché zasunovací závory při zajištění znehybnila všechny pohyblivé části závěru a to při nataženém i spuštěném úderníku. Puška M 1895 používala náboje ráže 8 mm plněné bezdýmným prachem a tvořila hlavní pěchotní výzbroj rakousko-uherské armády během první světové války.
Vedle pušky M 1895 existovala rovněž jezdecká karabina M 1895 a krátká puška M 1895 pro pěchotu nahrazované později jednotným vzorem s bočními poutky na řemen (jako u karabiny) i s dolními (jako u krátké pušky) a také se záchytem na upevnění bodáku.

### Ve výzbroji československé armády
Opakovací pušky Mannlicher zařadila do výzbroje též nově vzniklá československá armáda, přičemž byly postupně nahrazovány novějšími typy (puška vz. 23, puška vz. 24) a přesunuty do skladů pro potřeby záložních a mobilizovaných jednotek. Během druhé světové války jimi bylo vyzbrojeno vládní vojsko.
V březnu 1939 se ve skladech československé armády nacházelo téměř 300 tisíc opakovaček Mannlicher (viz tabulka).

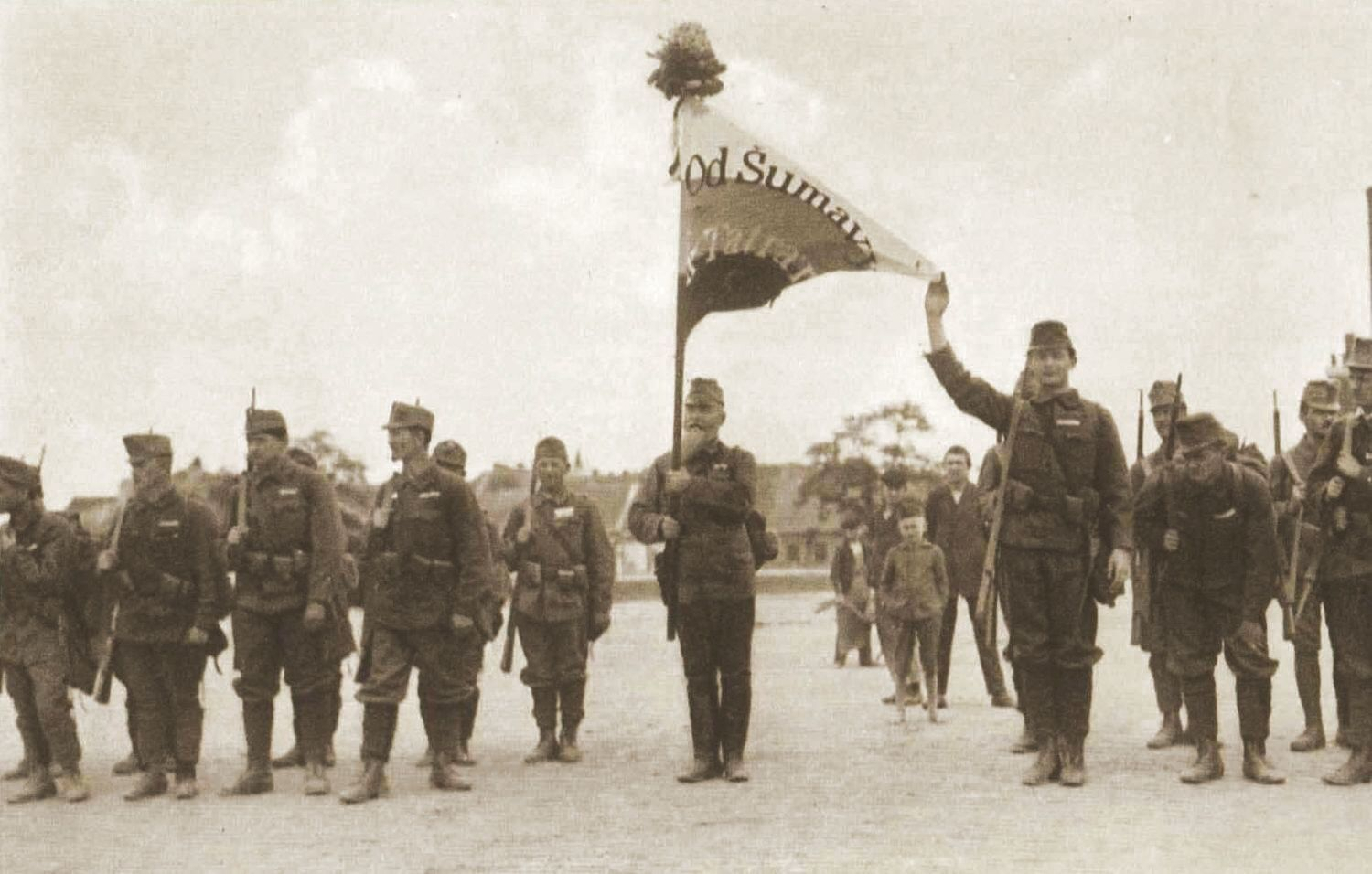
Českoslovenští vojáci s puškami Mannlicher v roce 1919

| Druh                     | Počet   |
| ------------------------ | ------- |
| Puška vz. 86/90          | 6 751   |
| Puška vz. 88/90          | 31 801  |
| Puška vz. 90             | 9 708   |
| Puška vz. 90/95          | 10 373  |
| Puška vz. 93             | 2 942   |
| Puška vz. 95             | 194 935 |
| Puška krátká vz. 95      | 322     |
| Puška uříznutá vz. 95    | 3 033   |
| Karabina vz. 88/95       | 20 625  |
| Karabina vz. 90          | 185     |
| Karabina vz. 95          | 3 805   |
| Karabina četnická vz. 90 | 2 127   |
| Karabina četnická vz. 95 | 9 980   |
| CELKEM                   | 296 587 |